# Divorci

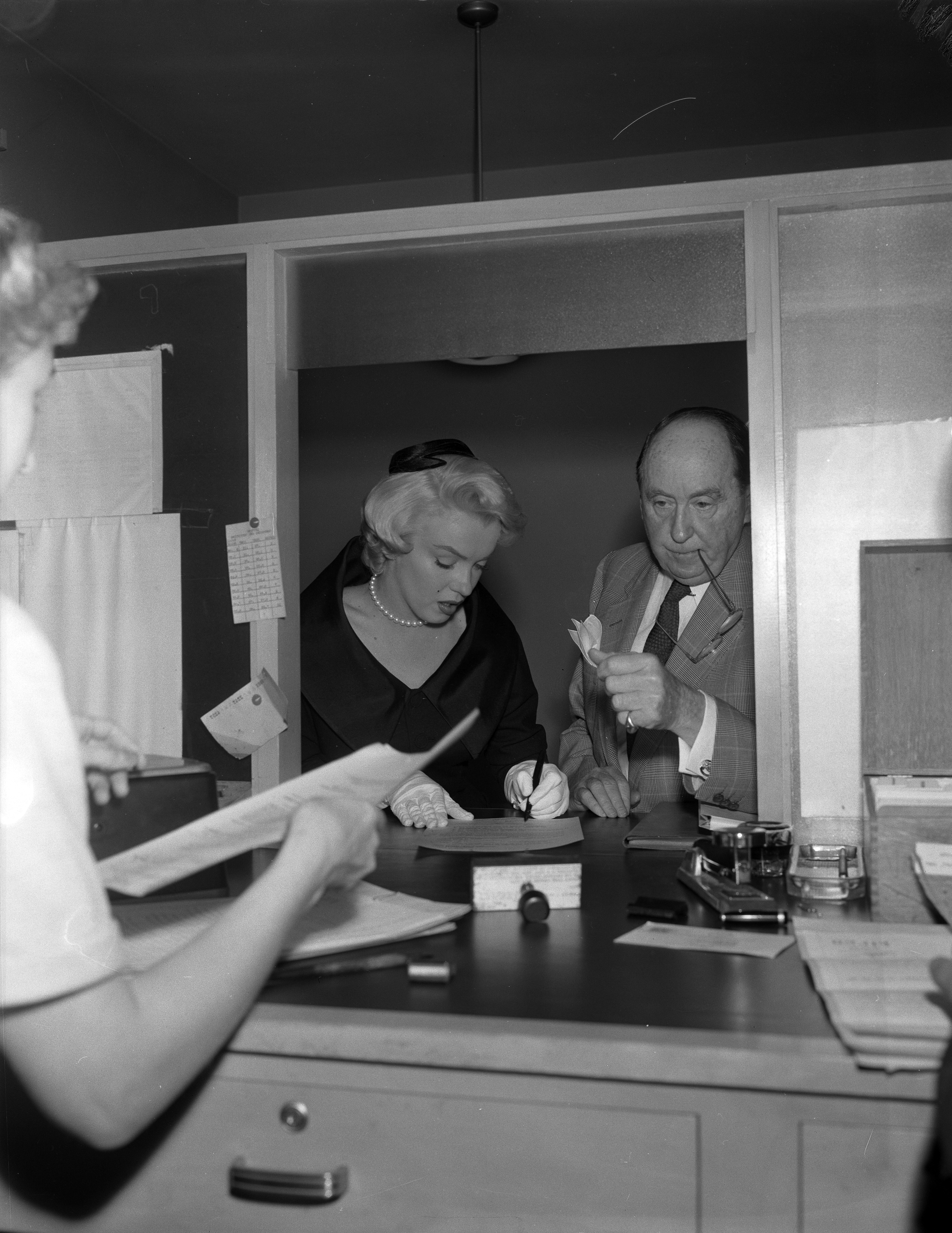
Marilyn Monroe signant el seu divorci de Joe DiMaggio (1954)

El divorci o divorç és la dissolució del matrimoni. En la majoria dels països, el matrimoni és una unió entre dues o més persones amb un reconeixement social, cultural i jurídic, que té per fi proporcionar un marc de protecció mútua o de protecció de la descendència. A vegades, els cònjuges (o un d'ells) poden desitjar desfer el vincle matrimonial, la qual cosa es porta a terme, si en la legislació està permès, mitjançant la figura del divorci. En alguns ordenaments jurídics, el divorci no està permès, entenent que el matrimoni no pot dissoldre's per la voluntat de les parts.
El divorci es diferencia de la separació de fet que no depenent de l'ordenament jurídic de cada país, pot tenir o no alguns efectes jurídics; per exemple per als casos de Xile aquesta situació fàctica és una de les causals per a sol·licitar la declaració de divorci. Respecte a la separació legal en tant, aquesta sí que és reconeguda legalment en diversos ordenaments jurídics, tenint en conseqüència un major nombre d'efectes jurídics que la separació de fet, encara que a diferència del divorci, no posa terme al matrimoni. D'altra banda, no s'ha de confondre amb la anul·lació del matrimoni, que no és més que el declarar que el matrimoni mai va existir, i que no sols es troba regulat en l'ordenament jurídic d'alguns països, sinó que, a més, es troba regulat en el dret canònic amb llarga data.
Avui dia, només les Filipines i Ciutat del Vaticà no permeten el divorci en el seu ordenament jurídic. D'altra banda, al maig de 2011 Malta va votar a favor de la inclusió de la dissolució matrimonial en la seva legislació a través d'un referèndum no vinculant, aprovant-se posteriorment la seva legalització en el Parlament durant el mes de juliol, sent l'últim país del món a legalitzar-lo després de Xile (que ho va aprovar en 2004). En el Congrés de Filipines en tant, es va iniciar, sense èxit, a fins del primer semestre de 2011 un debat entorn d'una potencial llei que l'incorporés en el seu ordenament jurídic.

## Història

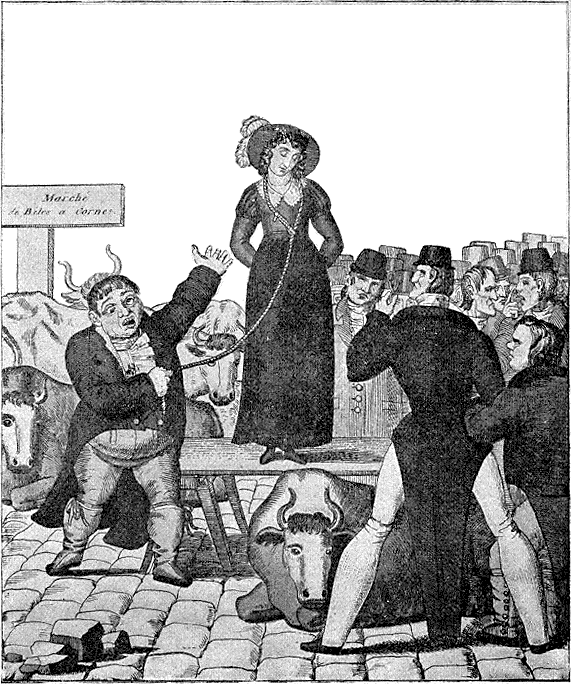
Mercat de les bèsties cornudes, il·lustra el costum anglès del de vendre les dones, com a acte per a fer públic el divorci, quan un home volia casar-se amb una altra dona i no tenia diners per a pagar-se un divorci legal oficial.

La institució del divorci és gairebé tan antiga com la del matrimoni, si bé moltes cultures no l'admetien per qüestions religioses, socials o econòmiques. La majoria de les civilitzacions que regulaven la institució del matrimoni mai la van considerar indissoluble, i la seva ruptura generalment era sol·licitada pels homes. Encara que, en algunes d'aquestes, el naixement d'un fill atorgava al vincle el caràcter d'indissoluble.
Generalment, el motiu més comú de divorci era l'adulteri, encara que en moltes societats antigues també era motiu de mort, com en l'antiga Babilònia, on el divorci podia ser demanat per qualsevol dels cònjuges, però l'adulteri de les dones era penat amb la mort.
Els celtes practicaven l'endogàmia (matrimoni de persones d'ascendència comuna o naturals d'una petita localitat o comarca), excepte els nobles, que solien tenir més d'una esposa. Era habitual la pràctica de contreure matrimoni per un període establert de temps, després del qual els contraents eren lliures, però també hi era habitual el divorci.
Els asteques només podien tenir una esposa i la denominaven cihuatlantli; només podien tenir un nombre determinat de concubines, la quantitat que poguessin mantenir. En aquest context, no desconeixien el divorci, però havia d'assolir-se per sentència judicial, que els habilitava per a contreure novament matrimoni. Els homes hebreus, en canvi, podien repudiar les seves esposes sense necessitat d'argumentar-ne causa. També existia el divorci per mutu acord, però les raons de les dones eren sotmeses a una anàlisi més rigorosa que les de l'home. També a l'antiga Grècia existia el divorci per mutu acord i la repudiació, però l'home havia de restituir el dot a la família de la dona en cas de separació. A Roma, no hi havia divorci sinó fins al segle ii aC i va tenir similars característiques que a Grècia, encara que les dones que eren riques per herència del seu pare i descontentes amb els seus esposos, solien abandonar-los i divorciar-se'n sense més inconvenients.
En els inicis del cristianisme, el divorci era admès, però amb el temps l'església el va prohibir. A partir del segle x, eren els tribunals eclesiàstics qui tramitaven els divorcis, no sense grans disputes de diferents sectors de l'església cristiana. A partir del Concili de Trento, el 1563, es va imposar la teoria del caràcter indissoluble del vincle, encara que es va admetre la separació de cossos. No obstant això, la Reforma protestant de Martí Luter va admetre el divorci, encara que únicament en casos molt greus. Aquesta reforma, fins i tot, va provocar que Anglaterra l'abracés perquè el seu rei, Enric VIII desitjava divorciar-se de Catalina, i l'Església de Roma no li ho permetia.
A Espanya, el Forum Iudicum l'admetia en casos de sodomia del marit, inducció a la prostitució de la dona i adulteri d'aquesta. Posteriorment, el Codi de les Set Partides el va prohibir.
Itàlia, el 1970, i Espanya, el 1980, van ser alguns dels últims estats europeus a aprovar-lo definitivament. El 1796, França va incorporar la ruptura del vincle matrimonial en la llei promulgada el 20 de novembre, que va servir d'antecedent a moltes de les legislacions vigents. Avui dia, es pot tramitar a Espanya el divorci a través de la web. Són múltiples les webs que ofereixen aquest servei.
Segons les dades del primer trimestre de l'any 2018, el País Valencià era la comunitat autònoma que encapçalava en taxa de separacions i divorcis.

## Tramitació

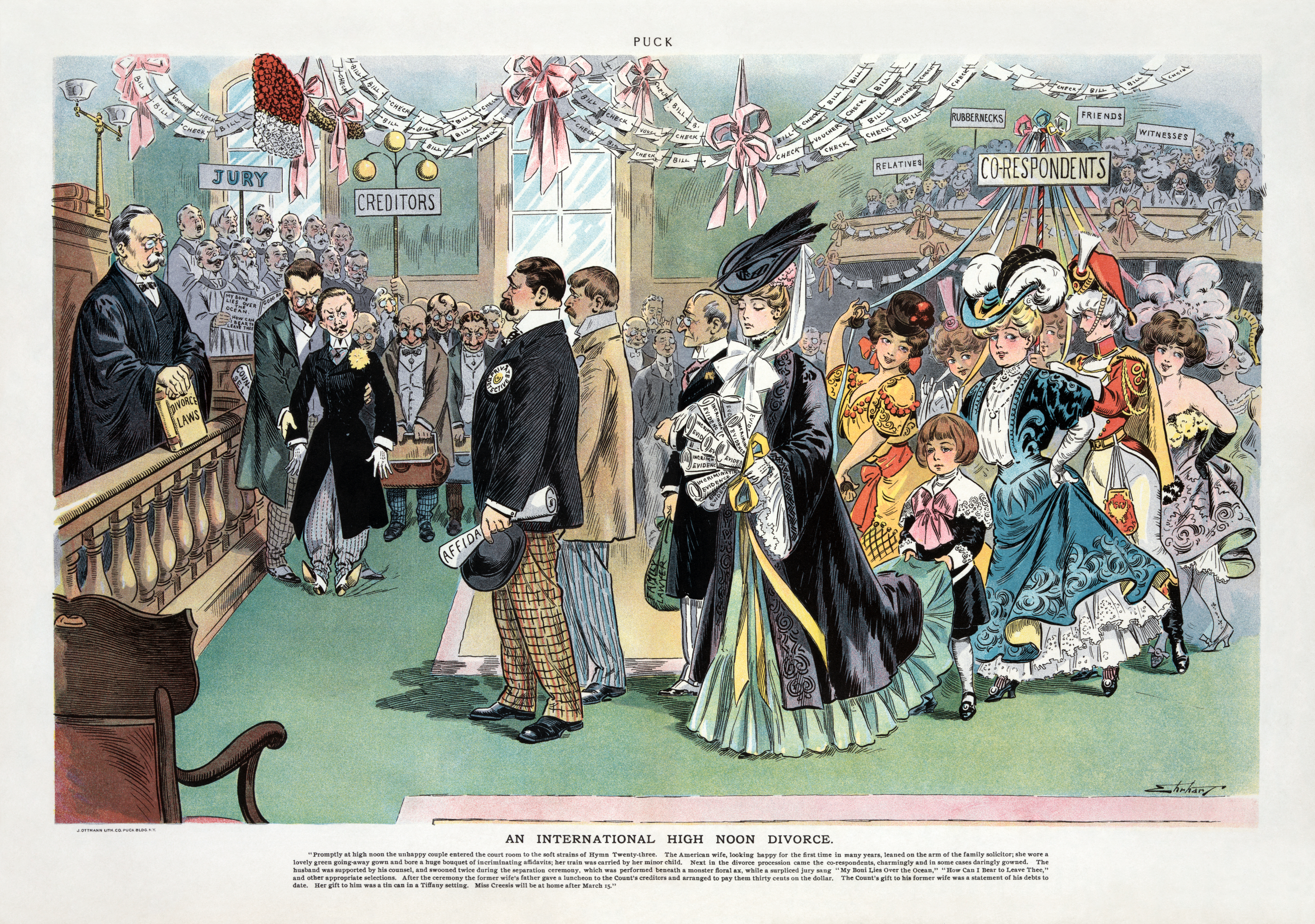
Tramitant un divorci.

El divorci es tramita davant un tribunal civil -també anomenat de família a les grans ciutats- i la petició pot ser presentada per un dels cònjuges o per ambdós d'acord mutu. En cas que no hi hagués acord, caldria realitzar un judici i el jutge hauria de determinar la guarda i custòdia dels fills, l'atribució de l'habitatge familiar, les pensions (d'aliments i compensatòria) i el patrimoni. En aquest judici, s'obté l'estat de divorciat, no ja de solter, i es queda habilitat per a un nou matrimoni civil, fins i tot amb la mateixa persona de la qual es divorciés. Si va haver comunitat de béns, generalment es divideixen els béns materials en parts iguals, encara que de mutu acord poden dividir-se en altres percentatges. El conveni regulador és un document que acompanya la demanda de divorci. En la majoria de les legislacions, el capital obtingut durant el matrimoni pertany per igual a ambdós cònjuges, però no els béns provinents d'herències que pertanyen enterament al cònjuge que els rebés. A Catalunya, regeix el règim de separació de béns.
No obstant això, en algunes legislacions es permet les capitulacions matrimonials o acords prenupcials en què els cònjuges poden determinar tota mena de qüestions inherents als béns anteriors al matrimoni i també als obtinguts amb posterioritat; àdhuc es pot establir indemnitzacions davant una eventual ruptura del vincle que els unia. En el cas que la parella hagués concebut fills, s'estableixen els règims de visita d'un dels cònjuges i les obligacions pecuniàries de manutenció que corresponguin a cadascun, fins que els fills no tinguin independència econòmica i puguin atendre les seves pròpies despeses, moment en el qual els cònjuges deixen de tenir l'obligació legal de mantenir-los econòmicament. Aquesta obligació, en molts casos, no s'extingeix si el fill té algun patiment que li impedís mantenir-se pels seus propis mitjans. El divorci ha causat grans polèmiques en els estats majoritàriament catòlics, perquè l'Església catòlica no considera possible el divorci de les persones.

## Repudi

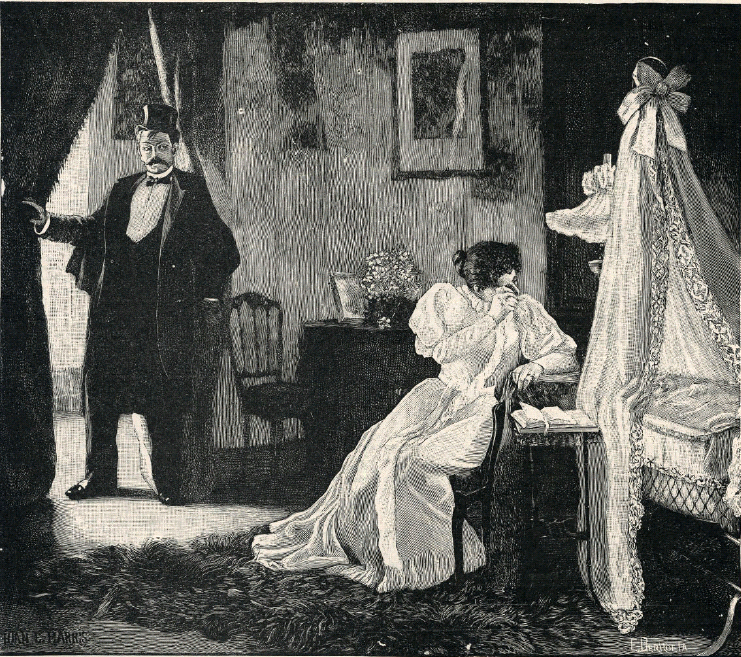
Se acabó el hogar, vist per un home del.

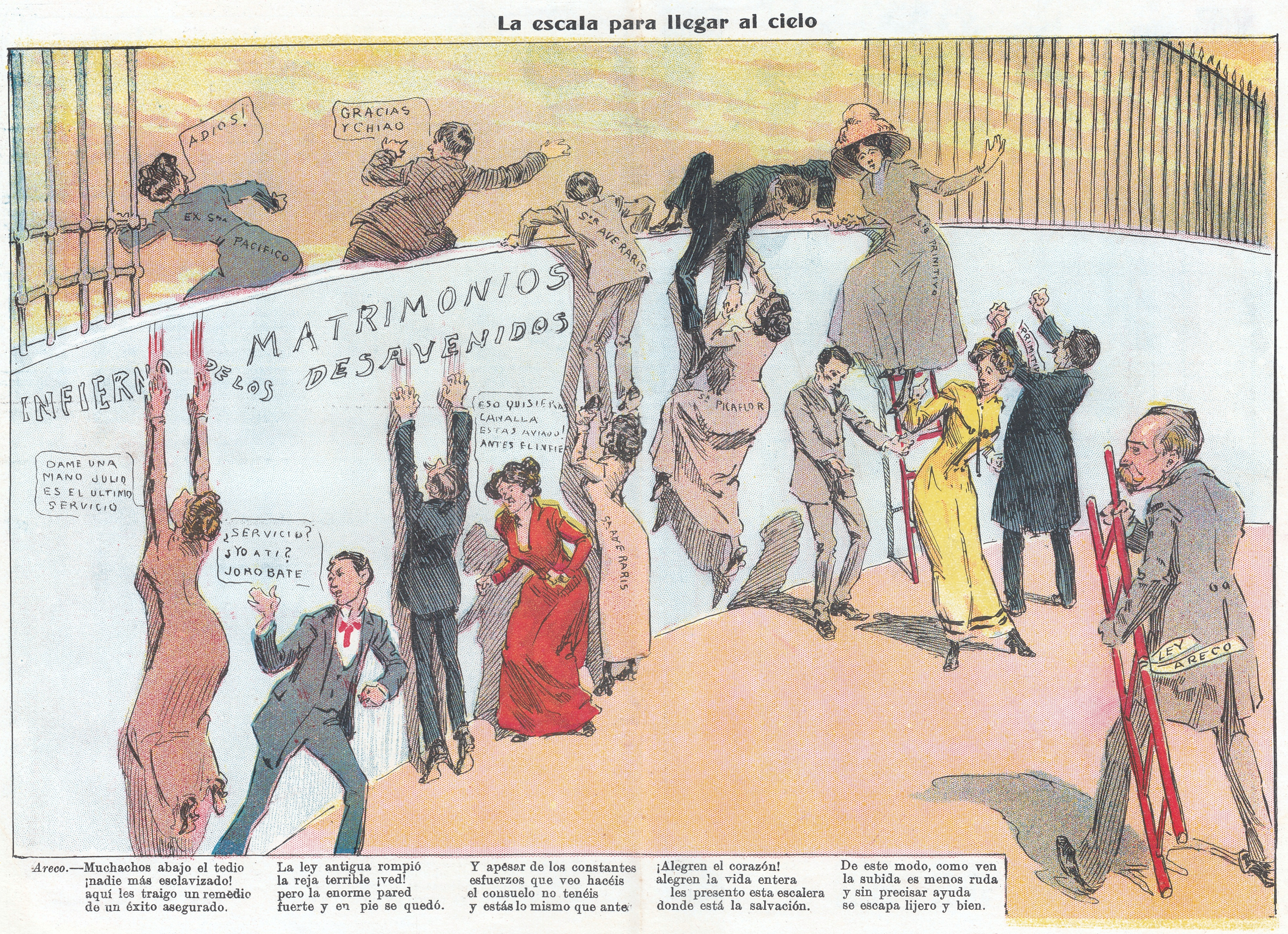
El divorci dissolt unilateralment per la dona, vist per dos homes.

Repudiar té el significat de "rebutjar una persona amb la qual hom té lligam social o afectiu". També ha estat, des de l'antiguitat, una mena de divorci en el qual el contracte matrimonial és dissolt unilateralment per una de les dues parts, que en la pràctica, en la cultura europea, ha estat el marit (home), atés el seu poder en una societat patriarcal, atacant l'honor de la seva dona amb diversos fins. Sent la dona depenent del seu marit, les conseqüències econòmiques hi eren importants i perillava la seva supervivència.
La història està plena d'exemples de matrimonis de conveniència, en principi per ambdues parts, com és el cas dels casaments reials, dissolts d'aquesta manera per l'home, que "repudia" la seva esposa. Alguns exemples en són Ramon VII de Tolosa, que repudià Sança d'Aragó per a aconseguir el territori de Provença casant-se amb la filla de Ramon Berenguer V de Provença (no ho aconseguí); Alfons el Savi va voler repudiar Violant d'Aragó i d'Hongria perquè no tenia fills tan aviat com ell voldria; Garcia I d'Aragó va repudiar la seva esposa Matrona, filla d'Asnar I Galí, i va expulsar-la a ella i la seva família del comtat, amb ajuda d'un nou sogre; Constanci Clor i Galeri Maximià van repudiar les seves respectives dones per a esdevenir cèsars; Marc Antoni repudià Octàvia Menor, que havia educat els fills de Cleòpatra, etc.
En canvi, ha costat molt que fos legal, o possible, el divorci per voluntat d'una sola de les parts, quan aquesta era la dona. S'ha aconseguit en alguns estats als segles XX o XXI, i en alguns encara és il·legal.

## Causes
Les causals de divorci poden ser moltes, però en la majoria dels casos es tracta de problemes de convivència dels integrants de la parella, sia per la relació entre ells o per factors externs a la parella. Segons la legislació de cada país, és causa de divorci el mutu acord; la bigàmia; l'adulteri; el delicte d'un cònjuge contra un altre; la malaltia física o mental, que posi en risc la vida de l'altre cònjuge; la violació dels deures inherents al matrimoni; injúries greus; abandó de família; etc. La legislació estatal espanyola actualment ja no hi demana cap causa i serà suficient invocar la mancança d'afectio maritalis.

### Causes psicosocials i econòmiques
Diverses recerques s'han abocat a tractar de determinar quines podrien ser les variables que presenten un major risc de divorci, encara que no necessàriament es pot presumir que són aquelles les causals directes d'aquest. Entre aquests factors, es poden esmentar: matrimonis a curta edat, pobresa, desocupació, baix nivell educacional, convivència amb una altra (o la mateixa) parella abans del matrimoni, tenir un fill o filla abans del matrimoni ja sigui propi (de tots dos) o d'algun dels contraents, diferències racials, tenir un historial d'uns altres matrimonis anteriors, divorci en la família d'origen, entre altres.
Altres recerques indiquen que una de les potencials causes en l'increment de les taxes de divorci ha estat el canvi de rols dins del matrimoni, principalment associat a la incursió de les dones en el mercat laboral gràcies a creixents oportunitats en educació i ocupació en conjunt amb polítiques més actives d'inclusió, indicant-se que en molts casos, la relació entre un major nombre d'hores dedicades al treball i la probabilitat de divorci és més fort en aquelles famílies d'ingressos mitjans i en les quals el marit desaprova el treball de l'esposa, o bé, en les quals el marit treballa menys hores que l'esposa fent que la interacció de parella disminueixi, especialment en el cas dels primers anys del matrimoni. D'altra banda, i respecte a la independència reeixida per la dona en accedir al món del treball, diverses recerques al·ludeixen a l'existència d'una feble relació amb la probabilitat de divorci.
Causes bastant més rares però a vegades no menys freqüents són el ronc insuportable d'un dels cònjuges, falta d'higiene personal, addiccions a distraccions, política, esports o entreteniments.

### Causes jurídiques
Segons l'ordenament jurídic de cada país, les causes de divorci poden ser vàries, entre les quals es poden esmentar el mutu dissens, la bigàmia, existència d'alguna malaltia física o mental que posi en risc la vida de l'altre cònjuge, la violació dels deures inherents al matrimoni, abandó maliciós, entre altres.
Per exemple, dins de les causes del trencament matrimonial que estan en el Codi Civil de Puerto Rico, es troben: la primera és per la mort d'un dels cònjuges; la segona, si el matrimoni es declara nul i l'última pel divorci legalment obtingut i també si existeix agressió cap a la parella. S'obté el divorci si hi ha adulteri, si un dels cònjuges és condemnat per un delicte greu, per embriaguesa habitual o ús constant morfina o qualsevol altre narcòtic. Tracte cruel o injúries greus, abandó per un terme major d'un any, disfunció erèctil permanent sense solució presentada després del matrimoni. El conat del marit o de la dona per a corrompre als seus fills o prostituir als seus fills, la proposta del marit per a prostituir a la seva dona, la separació de tots dos cònjuges per un període de temps sense interrupcions de més de dos anys i la malaltia mental incurable dels cònjuges sobrevinguda després del matrimoni, per un període de més de set anys, quan impedeixi greument la convivència.
Al Perú, un divorci pot ser obtingut de dues formes:
- Divorci de mutu acord, el procediment del qual es condiciona a  la decisió  de tots dos cònjuges de posar fi al vincle matrimonial, cas en el qual s'haurà   de recórrer a les disposicions contingudes en la Llei 29227.[21]
- Divorci per Causal, en el qual, com que no existeix acord dels cònjuges, un d'ells haurà d'invocar-ho per via judicial adduint una de les causals previstes en l'article 333° del Codi Civil.  Dependrà de les circumstàncies de cada cas, l'elecció per una de les dues vies que ofereix l'ordenament jurídic peruà per a la tramitació del Divorci. Això no sols determinarà els terminis, sinó també els costos, costes i altres astringències que envolten un procediment.[21]